# Parque de las Ciencias (Granada)
El Parque de las Ciencias de Granada es un museo interactivo situado en la ciudad española de Granada. Fue inaugurado en mayo de 1995 ocupando en la actualidad 70 000 m². Está situado en una zona del barrio Fígares y se ha convertido en uno de los principales reclamos turísticos de la ciudad.

## Directores
Desde su apertura y hasta 2020 ha estado dirigido por Ernesto Páramo Sureda, autor también del proyecto museográfico en 1990, y de sus sucesivas ampliaciones. 
Desde julio de 2021 y hasta mayo de 2025 ha estado dirigido por Luis Alcalá Martínez, paleontólogo aragonés y anteriormente director de la Fundación Conjunto Paleontológico de Teruel-Dinópolis.
En la actualidad, el director gerente del complejo museístico es el biólogo Alfonso Peres Osia, con un posgrado en Museología Científica por la Universidad Pompeu Fabra de Barcelona.

## Contenidos

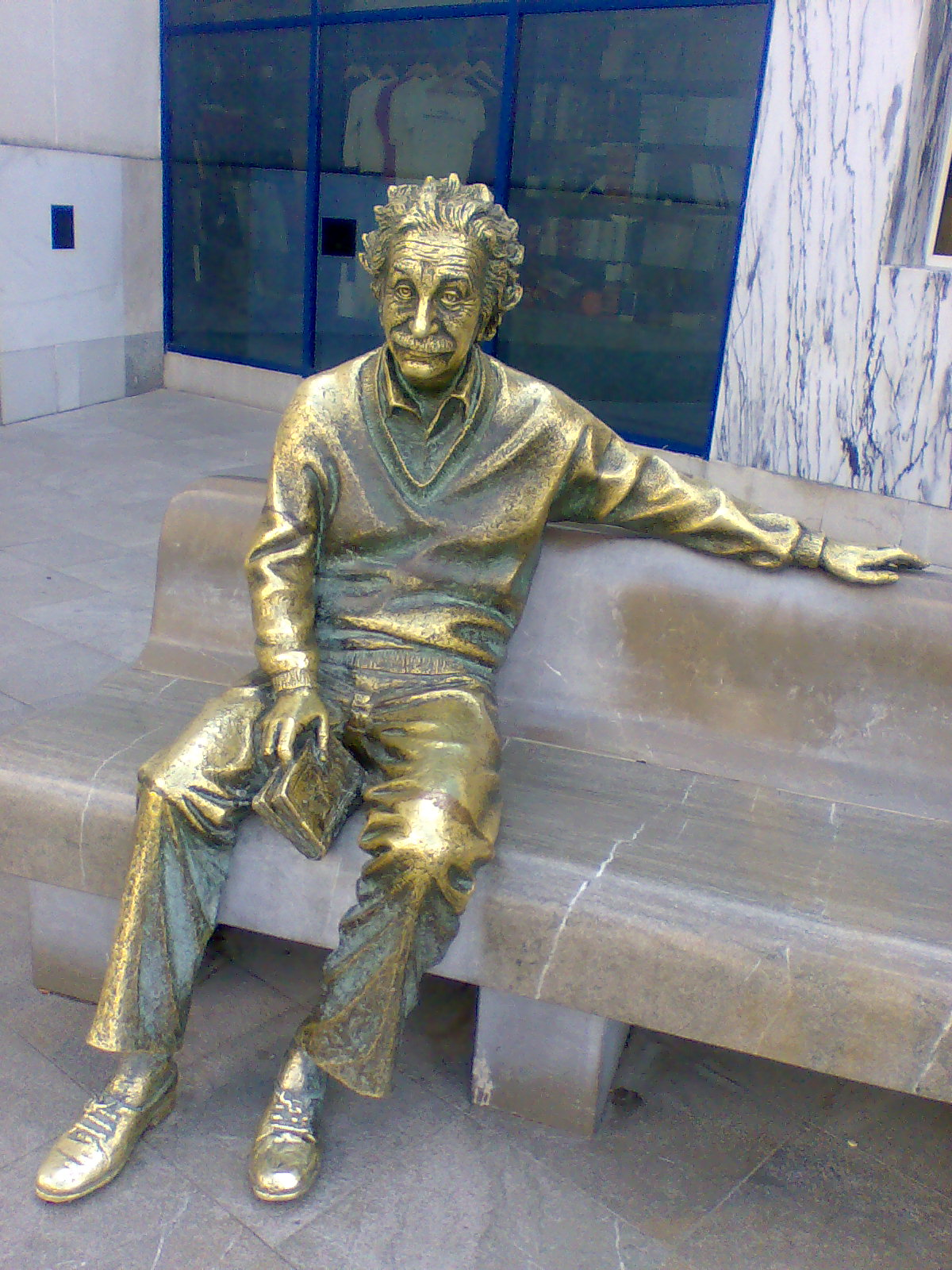
Escultura de Albert Einstein junto a la entrada, obra de Miguel Barranco

### Edificio Macroscopio

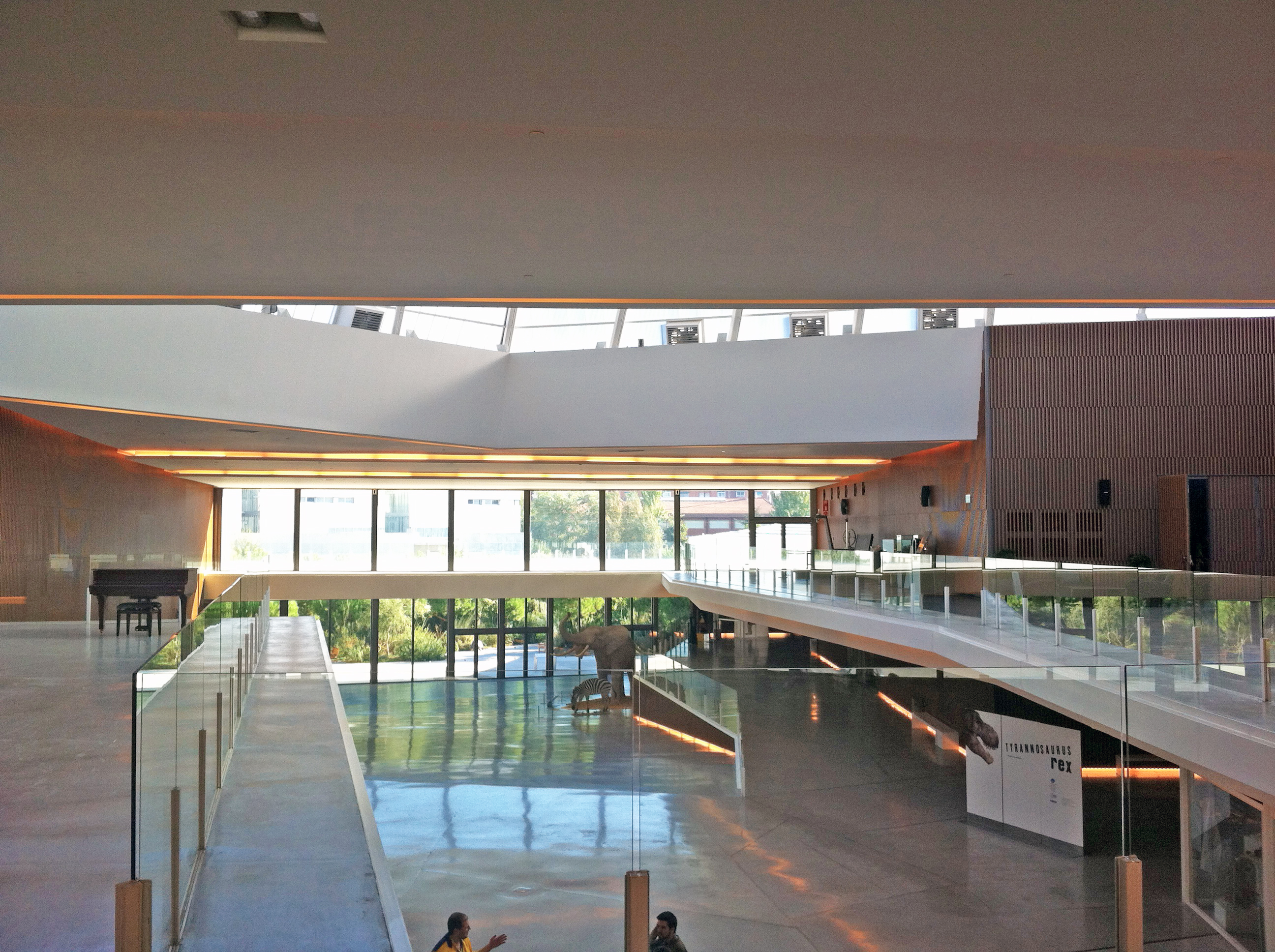
Interior del edificio Macroscopio

Es el edificio principal y este edificio fue su 4ª fase de ampliación y su construcción estuvo dirigida por el arquitecto Carlos Ferrater en colaboración de Eduardo Jiménez Artacho, Premio Nacional de Arquitectura en 2009. Consta de un gran lucernario que imita la orografía de Sierra Nevada, y desde el Hall de entrada se distribuyen los siguientes espacios expositivos:

#### Pabellón Viaje al Cuerpo Humano
Este Pabellón se centra en uno de los temas que más interés y preocupación despiertan en el ser humano: la salud y todo lo relacionado con la vida, con su propia vida. En una sociedad con más tiempo para el ocio, más formada y longeva, la salud, las ciencias médicas y las nuevas tecnologías biosanitarias, son un eje de indudable interés. El Pabellón está dedicado a la difusión del conocimiento actual sobre las ciencias de la salud y de la vida vinculando las distintas ciencias y técnicas implicadas en su estudio: el cuerpo humano, las ciencias anatómicas, el estudio de los sentidos, la biomedicina, los trasplantes, los nuevos medicamentos, la revolución de la genética y la ingeniería genética, la alimentación, la comprensión de las relaciones entre los seres vivos y su entorno, la esperanza de vida, etc.

#### Pabellón Cultura de la Prevención
Este pabellón está dedicado a la importancia de mejorar la percepción de los riesgos en el trabajo y en la vida cotidiana. El contenido del pabellón se desarrolla mediante la utilización de elementos y materiales próximos y comprensibles, como simuladores, señalizaciones, medios audiovisuales, etc. El recorrido se efectúa mediante itinerarios que muestran situaciones donde se manifiestan agentes de riesgo, agrupados por sectores productivos y sociales, que en contacto con el cuerpo humano lo erosionan, poniendo de manifiesto su vulnerabilidad tanto física como psicológica.

#### Sala Explora el Desván del Museo
Es un espacio dedicado a los más pequeños, con la idea de enfrentarse a la exploración de objetos interesantes y poco comunes que inviten a realizar hipótesis sobre su naturaleza, función, historia, funcionamiento, etc. 

#### Pabellón Margarita Salas
Un espacio de contenidos temporales, dedicado a las nuevas tecnologías, la innovación y el arte. Las últimas exposiciones que ha albergado han sido "Imaginar la Educación. 50 años con Frato", "Momias. Testigos del Pasado" o "Títeres. 30 años de Etcétera". Actualmente puede visitarse "WOW. Maravillas de la vida salvaje".

#### Pabellón de exposiciones temporales Leonardo Da Vinci
Este pabellón está dedicado a grandes producciones expositivas como SOS. La Ciencia de Prevenir, Antártida o Dinosaurios.

### Edificio Péndulo de Foucault
Con estas instalaciones se inauguró el museo en mayo de 1995. Alberga gran parte de los contenidos en sus salas de exposiciones permanentes: Biosfera, Eureka, Percepción y Explora. El Planetario también se encuentra en este edificio, que está diseñado por los arquitectos Francisco Pastor y Francisco Maeso.

#### Sala Eureka
Dedicada a la Física y la Mecánica. En ella se puede experimentar con fenómenos físicos y con la resolución de problemas mediante interactivos. El giroscopio, la palanca, los péndulos, el efecto Venturi o los engranajes son algunas de las experiencias a través de las cuales reflexionar sobre conceptos como fuerza, trabajo, energía, aceleración, inercia, etc. La electricidad y el magnetismo, el calor y la temperatura son otros de los aspectos que se explican a través de la experimentación y la interactividad.

#### SalaPercepción
La sala está vinculada al mundo de los sentidos. La luz y el sonido y la relación de estos fenómenos con la forma que tienen los seres humanos de percibirla protagonizan los módulos. En ellos se muestran fenómenos como la naturaleza de la luz, las características físicas de lentes y espejos, la reflexión y refracción, o cómo percibimos los colores, las formas o el movimiento. Los visitantes pueden jugar con lentes y espejos, ver fibra óptica o experimentar distintas ilusiones ópticas.

#### Sala Biosfera

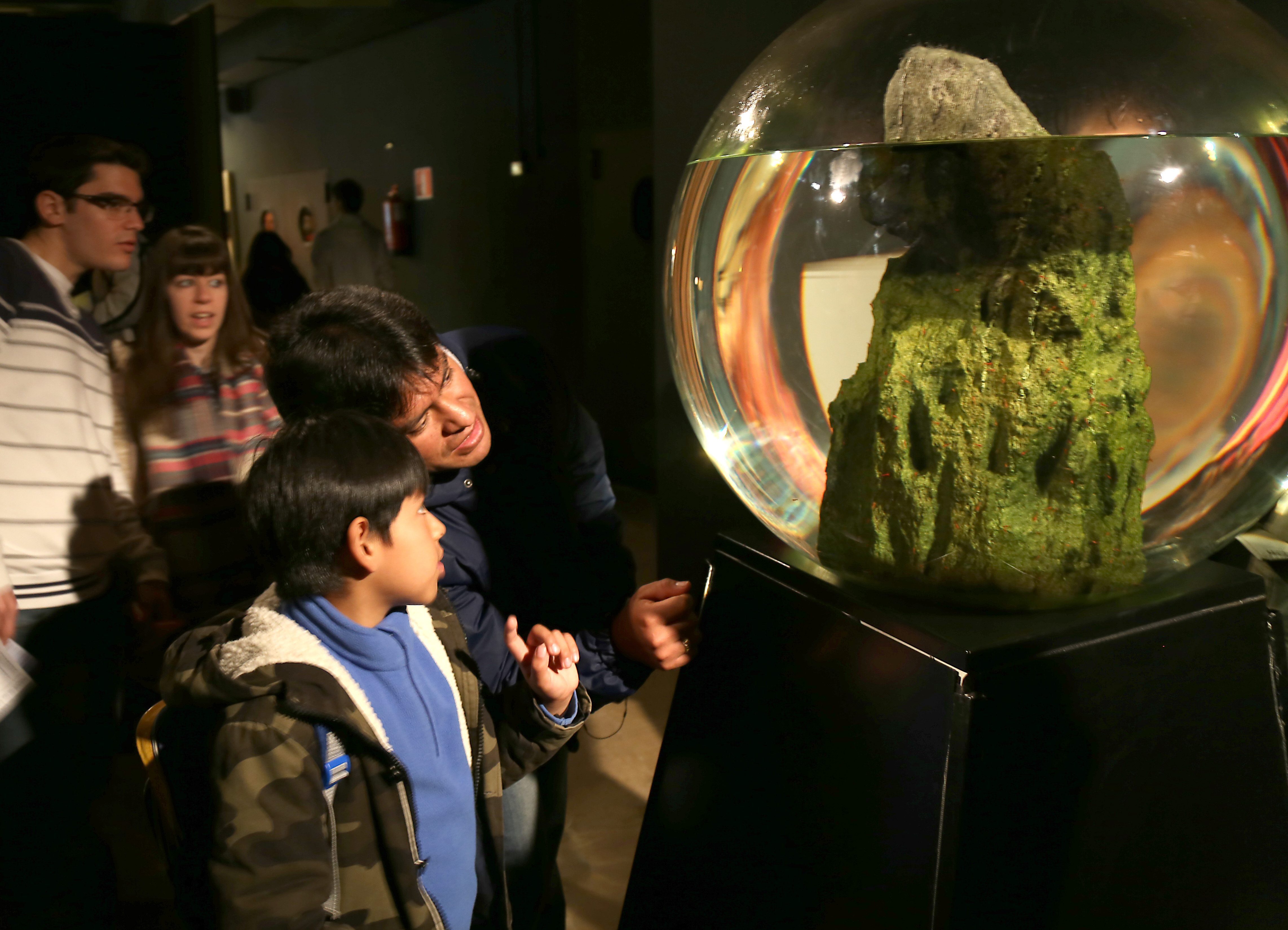
Ecoesfera en la Sala Biosfera

Se estructura sobre la base de un hilo argumental básico: la vida en la Tierra. La Biosfera se contempla como un gran ecosistema lleno de pequeños sistemas interrelacionados. La Tierra actual es fruto de una larga evolución. Es dinámica y está en constante cambio. En ella todo interacciona a través de relaciones muy sutiles. Elefantes, virus, secuoyas, pulgas y líquenes comparten un mismo escenario. En esta sala hay experiencias para ver cómo se formaron los continentes, cómo es el interior de un volcán, de qué forma se origina un tornado.

#### Explora
Espacio diseñado para edades comprendidas entre 3 y 7 años. Ofrece experiencias, sensaciones y juegos que animan a la curiosidad de los más pequeños y les ayudan a conocerse y conocer mejor el mundo que les rodea. Investigar, observar y explorar por sí mismos las propiedades de los objetos, las posibilidades de su cuerpo y las cualidades de los materiales son algunas de las acciones que les permiten introducirse en el mundo de la ciencia y la técnica.

#### Pabellón de exposiciones temporales
Dispone de 1000 metros cuadrados para las exposiciones temporales del museo.

#### Planetario Digital

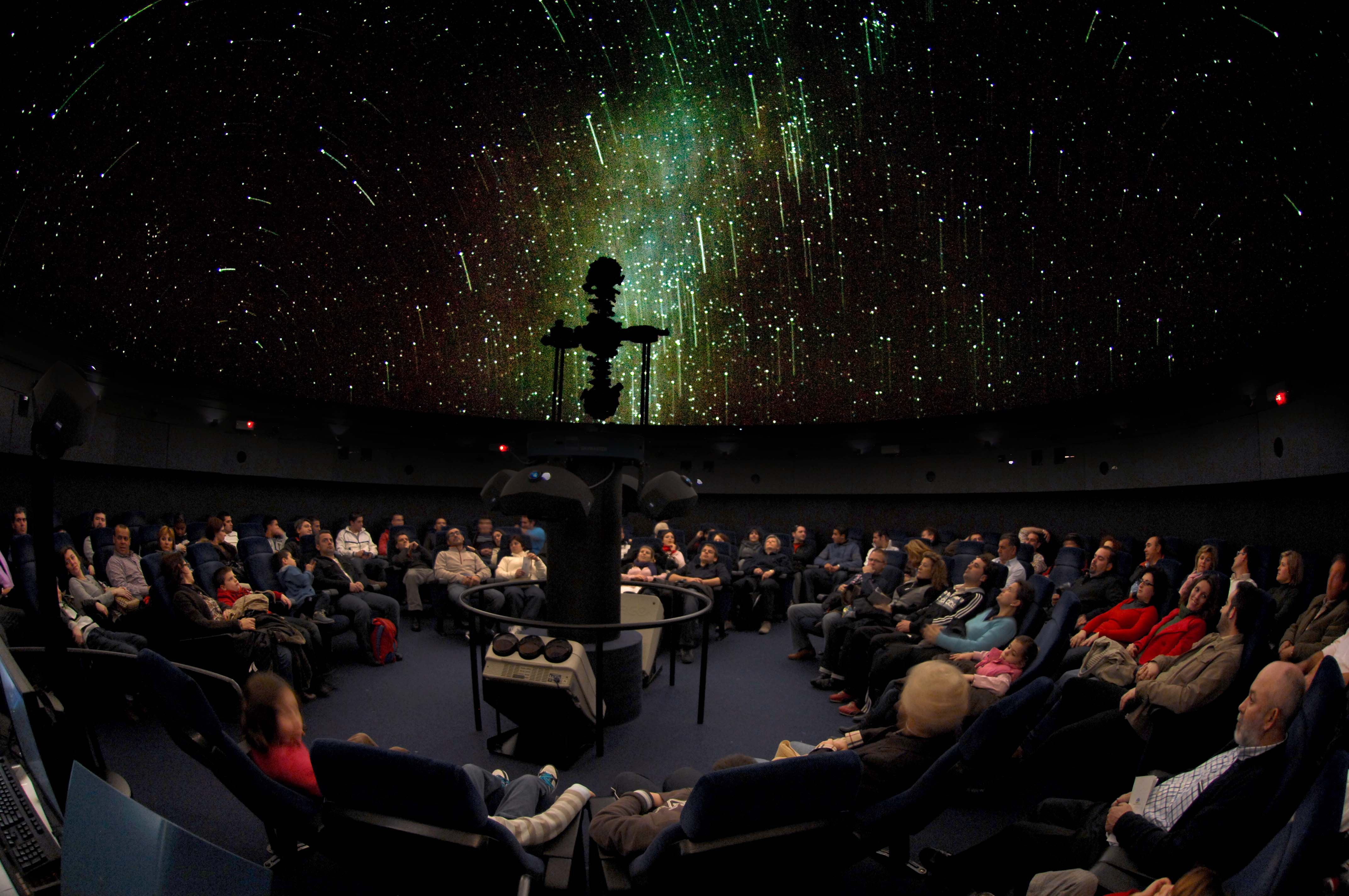
Planetario

Con capacidad para 80 personas, esta instalación cuenta con una cúpula de 10 m y 120 proyectores, que permiten recrear un cielo nocturno con más de 7000 estrellas.

### Exteriores

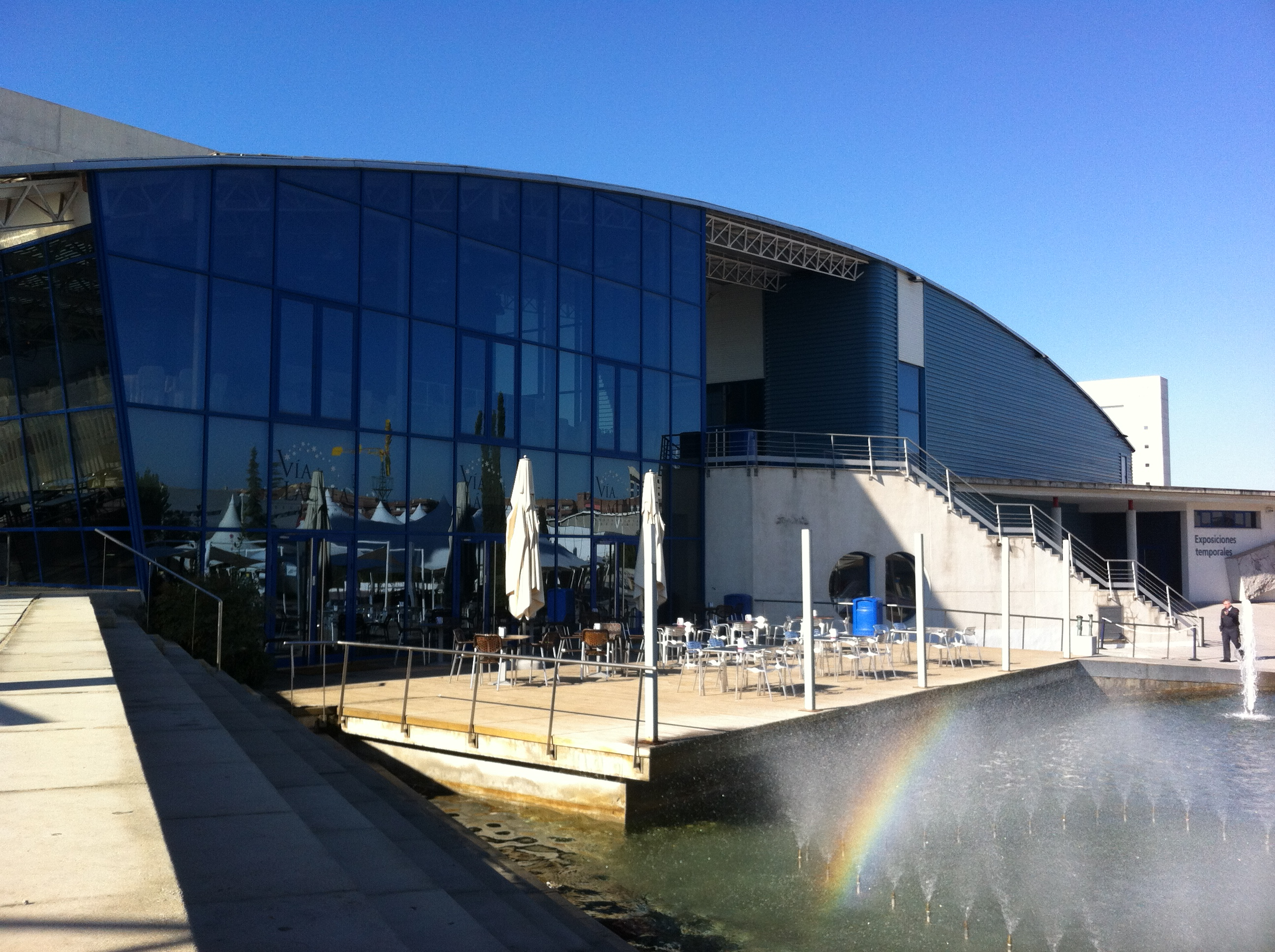
Fuente ornamental

En el exterior del museo existen 27 000 m² destinados a zonas verdes que albergan los recorridos botánicos, la carpa de la Gimnasia Mental, el jardín de Astronomía, la plaza Marie Curie o las esculturas dinámicas. 

#### Torre de Observación
Es uno de los emblemas arquitectónicos del parque de las Ciencias. Con una altura de 50 metros, su terraza mirador orientada al Mulhacén, es un enclave inmejorable para contemplar Granada y diversas experiencias relacionadas con la sismografía.

#### Mariposario Tropical
Esta instalación, gracias a sus condiciones de temperatura y humedad que reproduce las condiciones climáticas y vegetales del Trópico, permite reproducir el ciclo vital completo de las mariposas de esta zona del planeta. Alberga más de veinte especies de mariposas de estas regiones, con unos 300 ejemplares, y más de 70 especies de plantas de origen tropical y subtropical, en unas condiciones de humedad del 70% y una temperatura entre 21° y 24°.

#### Observatorio Astronómico
En este espacio el visitante tiene acceso a un telescopio profesional Stevenson, cedido por el Instituto de Astrofísica de Andalucía. Aquí se desarrollan actividades como el programa "Noches de Astronomía" donde se realiza en directo una observación del cielo y los astros.

#### Pabellón Darwin
Espacio expositivo permanente ubicado en los jardines del museo que ofrece un recorrido por la vida y el trabajo científico de Charles Darwin. Libros, maquetas, gráficos, módulos interactivos, recreaciones, colecciones naturalísticas y bases de datos son algunos de los elementos que conforman este espacio transparente y abierto al conocimiento de uno de los científicos más relevantes de la historia de la ciencia.

#### Taller Rapaces en vuelo
Actividad diaria en el museo, donde se puede observar el vuelo de un águila, ver cómo caza un halcón, cómo se alimenta un buitre o cómo es el vuelo de una lechuza. Está estructurado en dos partes: una expositiva, en la que se pueden ver aves y conocer sus características biológicas y ecológicas; y otra destinada al taller de vuelo, en la que observa en vivo cómo planean, cazan o se alimentan estas aves. El taller también hace hincapié en la importancia de las rapaces en el equilibrio ecológico de los ecosistemas y en la necesidad de su conservación.

#### Jardín de Astronomía
Muestra de un conjunto de instrumentos de observación usados a lo largo de la historia y de modelos diseñados para seguir los movimientos relativos al Sol, la Tierra, la Luna y las estrellas. Entre los instrumentos se encuentran un Plincton de Tolomeo, gnomon, meridiana, relojes de Sol, esfera celeste, recorridos del Sol, luces y sombras sobre la Tierra, maquetas de observatorios astronómicos, modelo de eclipse, reloj de Sol interactivo.

### BioDomo

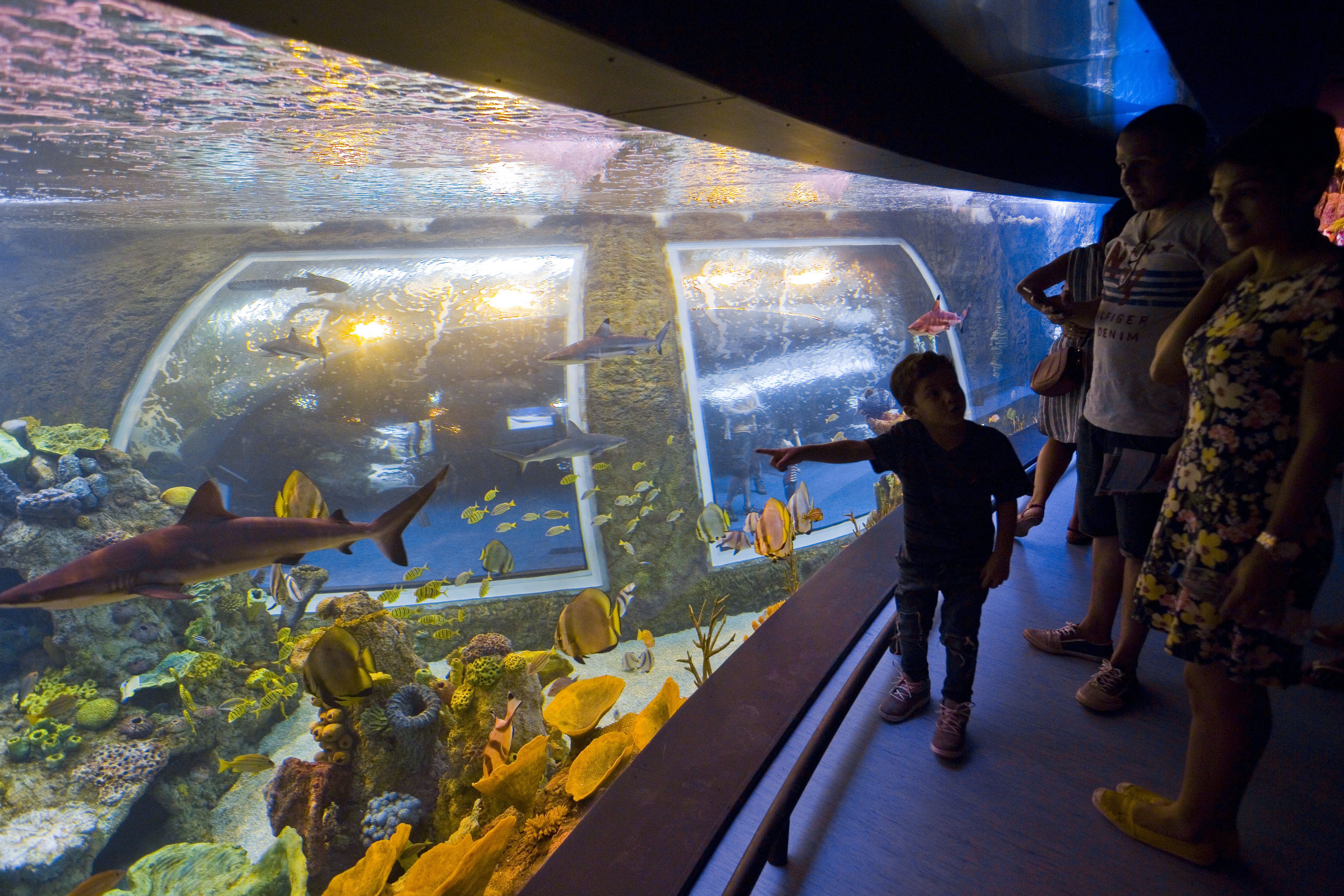
Arrecife de coral del BioDomo

El BioDomo es una instalación del museo dedicada a la educación, la conservación y la investigación de la biodiversidad del planeta Tierra. Fue inaugurado en julio de 2016 y recrea diferentes hábitats de la franja tropical del planeta, albergando en torno a 250 especies entre animales y plantas, principalmente de las zonas de Amazonia, Madagascar y de distintos espacios del área del Indo-Pacífico, como el río Mekong o el Sulawesi. 
El pabellón alberga tres recorridos: uno subacuático, con diferentes acuarios que muestran la diversidad de especies tanto en ecosistemas marinos como fluviales; otro terrestre, donde los visitantes encuentran distintas especies de mamíferos como lémures de cola anillada o reptiles como el aligátor de China, y recreaciones de hábitats como el manglar o los arrozales. En el recorrido aéreo se encuentran aves como el tucán de pecho blanco entre especies como el perezoso de dos dedos o anfibios como las ranas puntas de flecha. 
Los objetivos de este espacio son la educación sobre la importancia de la biodiversidad y el mantenimiento de estos ecosistemas para la sostenibilidad del planeta, junto al apoyo a proyectos de conservación, tanto dentro del BioDomo como en los propios lugares de origen. Además sus instalaciones contribuyen a desarrollar proyectos de investigación que se llevan a cabo en laboratorios transparentes de cara a los visitantes.

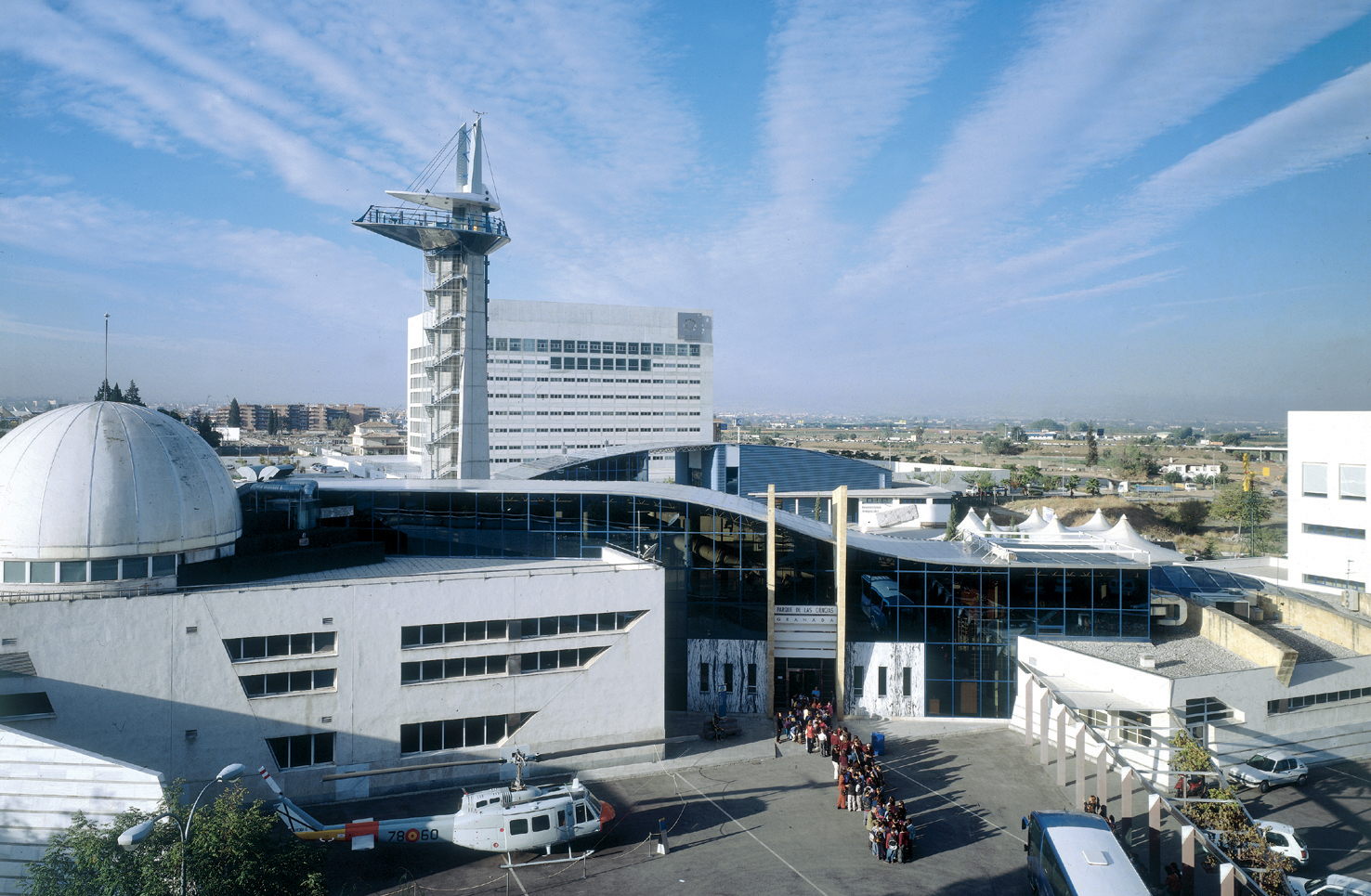
Vista general
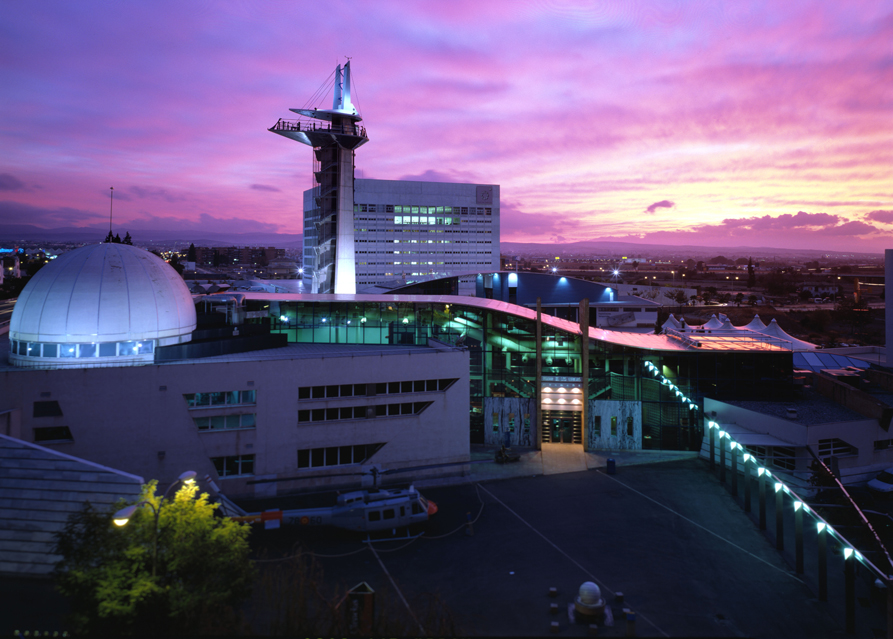
Vista general al atardecer
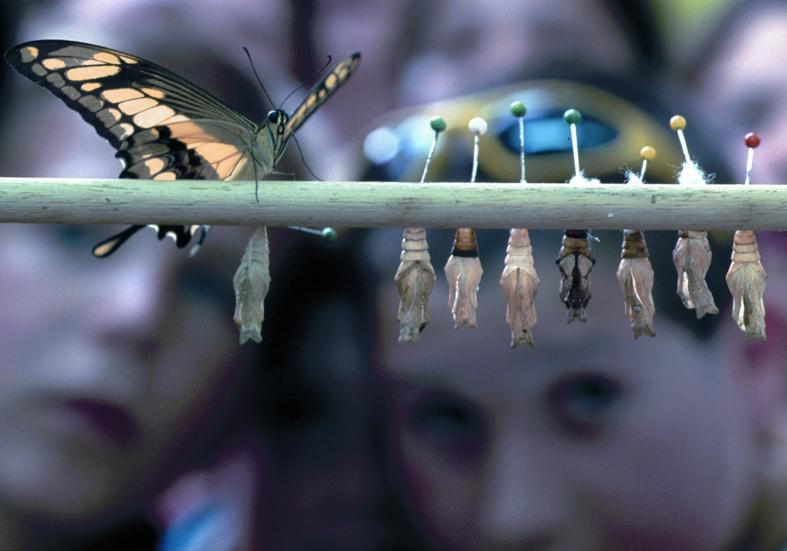
Mariposario
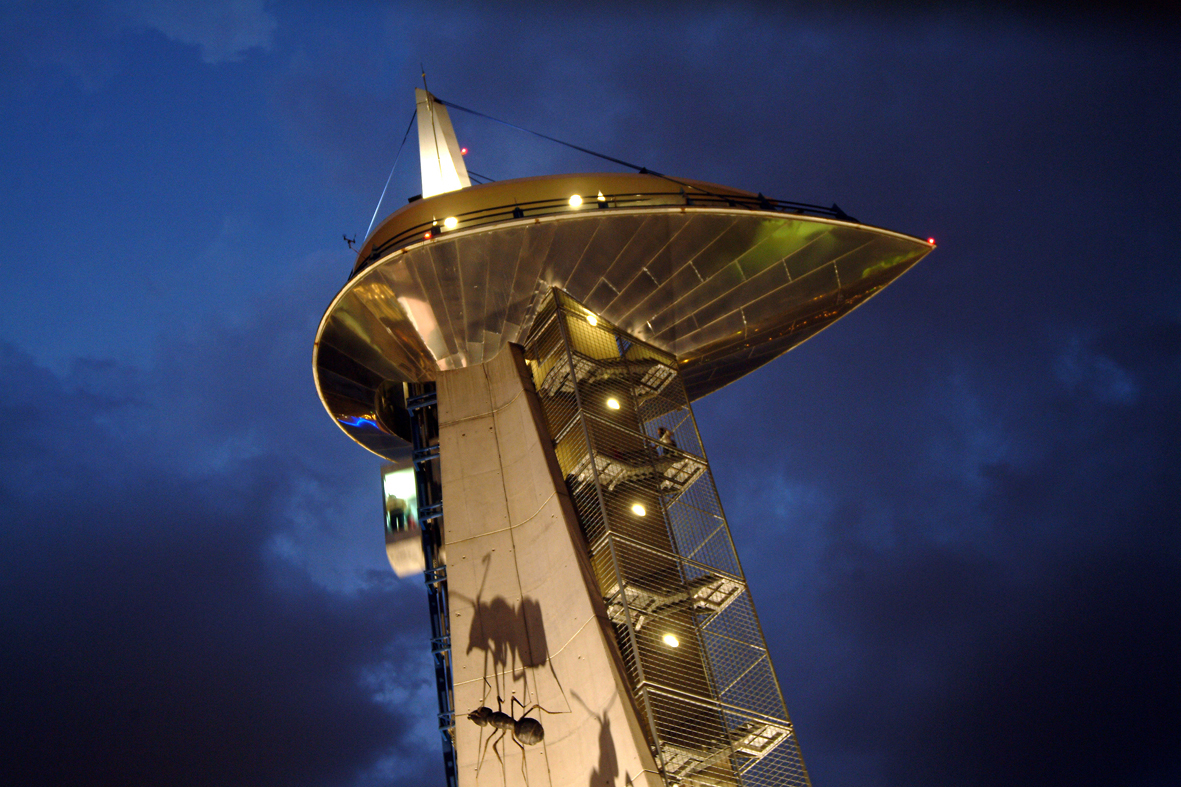
Torre de observación